# Черенков, Фёдор Фёдорович
Фёдор Фёдорович Черенко́в (25 июля 1959, Москва — 4 октября 2014, Москва) — советский и российский футболист, полузащитник. Бо́льшую часть карьеры провёл в составе московского «Спартака», являясь рекордсменом клуба по сыгранным матчам — 515. Сыграл 34 матча за сборную СССР.

## Биография

### Ранние годы
Фёдор Черенков родился 25 июля 1959 года в Москве. Начал играть в футбол в команде районного ЖЭКа, участвуя в турнире «Кожаный мяч». Выступал на первенство города Москвы по мини-футболу, играя за среднюю школу № 811. На одной из игр его вместе с двумя другими игроками заметили селекционеры спортивного клуба «Кунцево», которые пригласили их к себе. В «Кунцево» Черенков провёл два года, занимаясь у тренера Михаила Мухортова.
В 12 лет снялся в эпизоде художественного фильма «Ни слова о футболе», где забивает гол «ножницами».
В 1971 году Мухортов направил Черенкова в футбольную школу московского «Спартака», к тренеру Анатолию Маслёнкину. В СДЮШОР «Спартак» Черенков провёл шесть лет, выступая под руководством Маслёнкина, а затем Владимира Чернышёва. В 1977 году окончил СДЮШОР (впоследствии получившую его имя); на его выпускные игры приезжал руководитель команды Николай Старостин, который пригласил футболиста в дубль «красно-белых».

### Клубная карьера
В «Спартак» Черенкова взял Константин Бесков, который в конце 1970-х годов занимался обновлением состава команды. С первых матчей Черенков зарекомендовал себя как яркий и незаурядный футболист, с отличной техникой и видением поля. Черенков быстро стал одним из ведущих игроков «Спартака», а после ухода из команды Юрия Гаврилова в 1985 году перенял у него роль ключевого организатора игры команды. На поле отличался редким комбинационным чутьём, точным и своевременным пасом, нестандартными действиями в атаке. Игра Черенкова принесла ему признание и любовь болельщиков.
В 1990 году на полгода уехал играть в «Ред Стар» (Париж, Франция). Однако в команде не прижился и уже весной 1991 года снова играл за «Спартак». Сезон 1992 года пропустил, но сезон 1993 года отыграл почти полностью. Последний матч, против «Ростсельмаша» (3:0), сыграл 7 ноября 1993 года в возрасте 34 лет 105 дней.
23 августа 1994 года в Москве на стадионе «Динамо» был организован прощальный матч Черенкова, где соперником выступила итальянская «Парма». Компания «МММ» являлась генеральным спонсором прощального матча, подарив в его перерыве Черенкову внедорожник Mitsubishi Pajero красно-белой расцветки.
Один из немногих игроков, которого уважали болельщики других клубов, в том числе извечных соперников: ЦСКА, «Динамо» (Москва) и «Динамо» (Киев).
С 1994 года — на тренерской работе в «Спартаке». В последние годы от тренерской деятельности отошёл, выступал в отдельных ветеранских командах.

### Карьера в сборной
Становясь лучшим футболистом страны, Фёдор Черенков тем не менее не всегда привлекался в главную команду страны. В его активе всего 34 игры за сборную и 12 забитых мячей. Валерий Лобановский, будучи главным тренером сборной СССР в 1986—1990 годах, часто строил костяк сборной из игроков киевского «Динамо», в рисунок игры которого игрок «Спартака», по мнению Лобановского, не всегда вписывался.

### Болезнь
С весны 1984 года у Черенкова диагностировали психическое расстройство, которое с тех пор обострялось весной и осенью, особенно по чётным годам, когда Черенков был вынужден ложиться на лечение. По воспоминаниям вратаря сборной СССР Вячеслава Чанова, первый приступ мании преследования у Черенкова произошёл в марте 1984 в Тбилиси перед ответным матчем 1/4 Кубка УЕФА 1983/84 с «Андерлехтом» (1:0). Вследствие периодических вспышек болезни яркие сезоны приходились у Черенкова на нечётные годы — 1985, 1987, 1989 — и он не попал ни на один чемпионат мира и Европы.
В начале 2000-х годов Черенков дважды пытался покончить жизнь самоубийством, приняв большую дозу успокоительного в результате депрессии. Врачи предположили, что это следствие частых микротравм головы, полученных при игре в футбол. В течение ряда лет периодически лечился стационарно в специализированных лечебных заведениях.

### Смерть
22 сентября 2014 года Черенков потерял сознание у своего подъезда по адресу: улица Саморы Машела, д. 4, корп. 3. На автомобиле скорой помощи он был доставлен в ближайшую больницу. Врачи диагностировали у Черенкова гипотонию неясного генеза. Его смерть на 56-м году жизни была констатирована утром 4 октября, предположительная её причина — опухоль головного мозга.
Гражданскую панихиду, состоявшуюся 7 октября в манеже в Сокольниках, посетили около 13,5 тысяч человек. Похоронен на Троекуровском кладбище (участок № 21).

## Личная жизнь
Был женат дважды. Первая супруга — Ольга, дочь Анастасия (род. 1980). Вторая супруга — Ирина, приёмный сын Денис.
Окончил Московский государственный горный университет, тема дипломной работы — «Смоло-инъекционное упрочнение горных пород».

## Память
12 октября 2015 года был торжественно установлен памятник около стадиона «Лукойл Арена». Южная трибуна стадиона носит имя Фёдора Черенкова.
28 июня 2020 года на Троекуровском кладбище состоялось открытие памятника Черенкову. Сбор средств на памятник болельщиками «Спартака» был начат в 2017 году, также средства на памятник перечислили игроки и руководители клуба.

### В кинематографии
Снялся в эпизодических ролях в художественном фильме «Ни слова о футболе» и телесериалах «Воронины» (107-я серия — «Поездка к «Спартаку»), «Счастливы вместе» (181-я серия).
13 июля 2023 года в Гомеле начались съёмки художественного фильма о Черенкове под рабочим названием «Федя. Народный футболист». Сюжет картины основан на реальных событиях жизни Фёдора Черенкова в период 1960-х — 1980-х годов. Его роль исполнил Станислав Румянцев. Режиссёр картины Николай Акелькин также и автор сценария в соавторстве с Ильёй Казаковым. Картина вышла в российский прокат 31 октября 2024 года.

### Футбольный турнир имени Ф. Черенкова
С 1999 года в городе Ефремове Тульской области на стадионе «Химик» проходит футбольный турнир имени Фёдора Черенкова, который приезжал на этот турнир в качестве почётного гостя. Турнир обычно начинался с предоставления почётного права первого удара по мячу Фёдору Черенкову (в 2009 году в честь 10-летия турнира это право было предоставлено губернатору Тульской области Вячеславу Дудке и Фёдору Черенкову совместно). Обычно в турнире принимают участие команды «Спартак» (Москва), «Факел» (Воронеж), «Арсенал» (Тула), «Химик» (Новомосковск) и хозяева поля ефремовский «Меч».

### Приз «За верность» имени Фёдора Черенкова
26 августа 2024 года, на пресс-конференции, посвящённой учреждению Информационным агентством ТАСС приза имени выдающегося футболиста Фёдора Черенкова, гендиректор агентства Андрей Кондрашов объявил об учреждении нового спортивного приза имени Фёдора Черенкова.

## Достижения и награды

### Командные
- Чемпион СССР (3): 1979, 1987, 1989
- Бронзовый призёр Олимпийских игр: 1980
- Обладатель Кубка Федерации футбола СССР: 1987
- Чемпион России: 1993
- Обладатель Кубка России: 1993/94
- Обладатель Кубка чемпионов Содружества: 1993
- Чемпион Спартакиады народов СССР в составе сборной Москвы: 1979

### Личные
- Приз «Лучшему футболисту СССР» (по результатам опроса еженедельника «Футбол») (2): 1983, 1989
- Приз «Верность клубу»: 1989
- Приз «Организатору атаки» (2): 1988, 1989
- Член клуба бомбардиров Григория Федотова: 141 гол
- Член «Клуба 100» российских бомбардиров: 141 гол
- Рекордсмен по количеству игр за московский «Спартак» — 515, в том числе по играм в чемпионате СССР/России — 398
- В списках 33 лучших футболистов СССР 9 раз, из них № 1 (1983, 1985, 1987 и 1989) — 4 раза, № 2 (1980, 1982 и 1988), № 3 (1981 и 1984)

### Награды
- Мастер спорта СССР международного класса: 1979
- Заслуженный мастер спорта СССР: 1989
- Награда РФС «Легенда футбола»: 2009[29]
- Орден «Знак Почёта»: 1985
- Орден Дружбы народов: 23 августа 1994 — за выдающиеся спортивные достижения, большой вклад в развитие отечественного футбола[30]
- Благодарность Президента Российской Федерации: 19 апреля 1995 — за большой личный вклад в развитие физической культуры и спорта, возрождение и становление спортивного общества «Спартак»[31]
- Орден Почёта: 4 сентября 1997 — за заслуги перед государством, большой вклад в развитие физической культуры и спорта и в связи со 100-летием отечественного футбола[32]

## Статистика выступлений
- Чемпионат СССР: 366 матчей, 89 голов
- Чемпионат России: 32 матча, 6 голов
  - Всего — 398 матчей, 95 мячей
- Сборная СССР: 34 игры, 12 мячей. За олимпийскую сборную СССР сыграл 10 матчей, забил 6 голов. Также за сборную СССР сыграл в 1 неофициальном матче.
- В общей сложности за карьеру провёл 542 матча, забил 138 мячей, сделал 136 голевых передач.[источник не указан 154 дня]

### Клубная
| Сезон   | Клуб             | Лига        | Чемпионат | Чемпионат | Кубок | Кубок | Еврокубки | Еврокубки | Прочие | Прочие |
| Сезон   | Клуб             | Лига        | Игры      | Голы      | Игры  | Голы  | Игры      | Голы      | Игры   | Голы   |
| ------- | ---------------- | ----------- | --------- | --------- | ----- | ----- | --------- | --------- | ------ | ------ |
| 1978    | Спартак (Москва) | Высшая лига | 7         | 0         | 0     | 0     | —         | —         | —      | —      |
| 1979    | Спартак (Москва) | Высшая лига | 31        | 4         | 2     | 0     | —         | —         | —      | —      |
| 1980    | Спартак (Москва) | Высшая лига | 32        | 6         | 8     | 0     | 4         | 0         | —      | —      |
| 1981    | Спартак (Москва) | Высшая лига | 32        | 4         | 4     | 1     | 6         | 0         | —      | —      |
| 1982    | Спартак (Москва) | Высшая лига | 33        | 10        | 3     | 1     | 6         | 1         | —      | —      |
| 1983    | Спартак (Москва) | Высшая лига | 33        | 10        | 2     | 1     | 6         | 3         | —      | —      |
| 1984    | Спартак (Москва) | Высшая лига | 25        | 8         | 2     | 1     | 6         | 1         | —      | —      |
| 1985    | Спартак (Москва) | Высшая лига | 33        | 13        | 2     | 2     | 6         | 3         | —      | —      |
| 1986    | Спартак (Москва) | Высшая лига | 22        | 8         | 4     | 1     | 2         | 0         | 1      | 0      |
| 1987    | Спартак (Москва) | Высшая лига | 27        | 12        | 3     | 0     | 4         | 2         | 9      | 3      |
| 1988    | Спартак (Москва) | Высшая лига | 30        | 3         | 4     | 1     | 4         | 2         | 8      | 4      |
| 1989    | Спартак (Москва) | Высшая лига | 28        | 7         | 5     | 0     | 4         | 2         | 2      | 1      |
| 1990    | Спартак (Москва) | Высшая лига | 11        | 1         | 0     | 0     | 0         | 0         | —      | —      |
| 1990/91 | Ред Стар (Париж) | Дивизион 2  | 15        | 1         | 0     | 0     | —         | —         | —      | —      |
| 1991    | Спартак (Москва) | Высшая лига | 22        | 3         | 1     | 0     | 3         | 1         | —      | —      |
| 1993    | Спартак (Москва) | Высшая лига | 32        | 6         | 3     | 3     | 3         | 0         | —      | —      |